# Cantilever

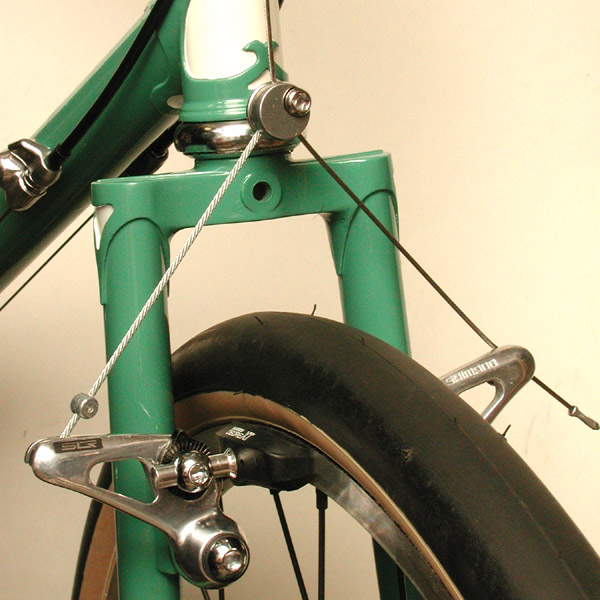
Hamulec Cantilever

Cantilever - rowerowy hamulec szczękowy, poprzednik systemu v-brake.
Naciśnięcie klamki hamulca powoduje ściągnięcie linki, której ruch  napina, połączoną z nią tzw. jarzemkiem linkę łączącą ramiona hamulca, co powoduje dociśnięcie klocków hamulcowych do obręczy i tym samym spowolnienie, a następnie zatrzymanie koła. 
System cantilever był trudny w regulacji, więc został zastąpiony przez system v-brake w drugiej połowie lat 90. XX wieku. 
Do niedawna hamulców cantilever używano w rowerach przełajowych.